# Maria Kwiatkowsky

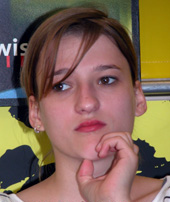
Maria Kwiatkowsky (2004)

Maria Kwiatkowsky (* 23. April 1985 in Ost-Berlin; † 4. Juli 2011 in Berlin) war eine deutsche Schauspielerin.

## Leben
Kwiatkowsky wuchs als Tochter einer alleinerziehenden Mutter in Berlin-Prenzlauer Berg auf, wo sie bis 2004 die Camille-Claudel-Oberschule besuchte. Nach Abschluss der Schule studierte sie Linguistik und Literatur. Schon während der Schulzeit schauspielerte sie, belegte ab 1998 Schauspielkurse für Jugendliche und spielte in verschiedenen Off-Theater-Projekten mit, unter anderem durch Vermittlung von Kathrin Angerer, eine Bekannte ihrer Mutter. Für ihre Rolle als „Alice“ in dem Kinofilm En Garde der Regisseurin Ayşe Polat erhielt sie 2004 beim Internationalen Filmfestival von Locarno zusammen mit ihrer Filmpartnerin Pinar Erincin den Leoparden für die beste Darstellerin. Überdies spielte sie die Hauptrolle Amelie in dem TV-Film Liebe Amelie (2005), für die sie beim Filmfest München mit dem Förderpreis Deutscher Film ausgezeichnet wurde. Außerdem war sie 2006 in einer kleinen Rolle in der Folge Zahn um Zahn der ZDF-Fernsehkrimireihe Ein starkes Team zu sehen. Im Juli 2006 spielte sie eine der Hauptrollen in Daniel Langs Kurzfilm Drei.
2005 zündete sie, nach eigener Aussage aus „privater und beruflicher Frustration“, in Prenzlauer Berg eine Kindertagesstätte an. Dabei entstand ein Sachschaden von rund 440.000 Euro. Im Mai 2006 wurde sie von der Jugendrichterin Kirsten Heisig dafür zu einer auf drei Jahre zur Bewährung ausgesetzten zweijährigen Jugendstrafe verurteilt.
Im Oktober 2006 wurde sie Mitglied des Schauspielensembles des Freiburger Theaters. Ab der Spielzeit 2009/2010 spielte sie in mehreren Produktionen der Volksbühne am Rosa-Luxemburg-Platz, unter anderem von Frank Castorf, ab 2010 als festes Ensemblemitglied. Sie wurde dafür in der Kritikerumfrage 2010 der Zeitschrift Theater heute als eine der „Nachwuchsschauspielerinnen des Jahres“ geehrt.
Auch ihre Filmkarriere setzte Maria Kwiatkowsky fort. So war sie 2009 in dem Spielfilm Die Ex bin ich, als magersüchtige junge Frau in der Folge Bauchgefühl aus der ARD-Reihe Bloch sowie in dem ZDF-Krimi Kommissarin Lucas – Vergessen und Vergeben als Daniela Lehner an der Seite von Florian Panzner jeweils in einer Hauptrolle zu sehen. 2010 erhielt sie bei der Verleihung der Goldenen Kamera die Lilli Palmer & Curd Jürgens Gedächtniskamera als „beste Nachwuchsschauspielerin“. Im Juni 2011 begann sie die Dreharbeiten zu dem Kinofilm Die Erfindung der Liebe, in dem sie unter der Regie von Lola Randl – neben Mario Adorf und Sunnyi Melles – die Hauptrolle einer Schauspielschülerin spielte.
Maria Kwiatkowsky starb am 4. Juli 2011, während der Dreharbeiten, im Alter von 26 Jahren in ihrer Berliner Wohnung. Todesursache war eine Überdosis Kokain. Der bereits abgedrehte Teil von Die Erfindung der Liebe wurde beibehalten und durch einen zweiten Handlungsstrang ergänzt. In diesem Teil übernahm Marie Rosa Tietjen als Praktikantin am Filmset Kwiatkowskys Rolle. Der Film wurde 2013 fertiggestellt und kam im Mai 2014 in die Kinos.
Kwiatkowsky war mit dem Musiker und Regisseur Daniel Regenberg liiert, der mit ihr die Web-Sitcom Torstraße intim drehte.

## Literatur

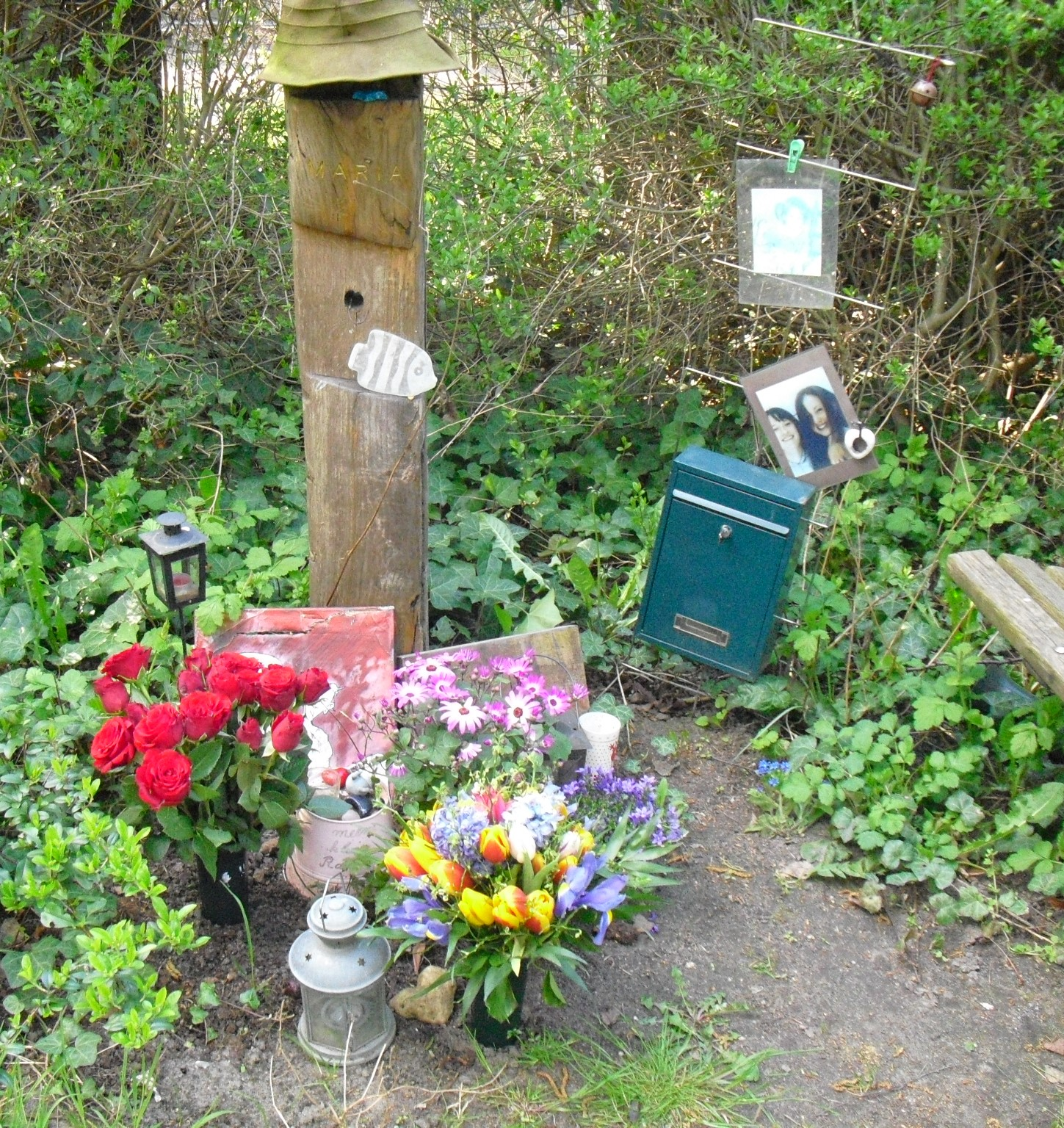
Grabdenkmal für Maria Kwiatkowsky auf dem Neuen Friedhof St. Marien-St. Nikolai in Berlin

## Theaterproduktionen
- 2009: Friedrich von Gagern: Ozean – Regie: Frank Castorf (Volksbühne Berlin)
- 2009: Sojas Wohnung, Düsseldorfer Schauspielhaus
- 2009: Anna Karenina, Theater am Neumarkt Zürich – als Kitty
- 2010: Quai West, Volksbühne Berlin
- 2010: Nach Moskau! Nach Moskau!, Volksbühne Berlin, Premiere in Moskau
- 2010: Lehrstück, Volksbühne Berlin
- 2010: Der Kaufmann von Berlin, Volksbühne Berlin

## Audiografie
- 2005: Schneeweiß und Russenrot, DLR – als Angela (nach dem Roman von Dorota Masłowska)
- 2006: Der letzte Drache, MDR – als Königstochter (nach dem Kinderbuch von Dunja Arnaszus)
- 2007: Die Geschichte vom Franz Biberkopf, SWR/BR/RBB – als Cilly (nach dem Roman von Alfred Döblin)
- 2007: Hurengespräche, MDR – als Lutschliese (Adaption von Heinrich Zilles Hurengespräche von 1921)
- 2010: Atemschaukel, NDR – als Planton-Kati (nach dem Roman von Herta Müller)
- 2010: Feierabend, SWR – als Ines (von Frauke Schmidt und Juri Sternburg)
- 2010: Schneeregen, DLR (von Werner Buhss)
- 2011: Shooting Leyla – eine hochauflösende Verfolgungsjagd, RBB/SWR (von Dunja Arnaszus)
- 2011: Hell, DLR – als Hell (nach dem Roman von Lolita Pille)
- 2011: Schwarzer Hund. Weißes Gras, BR – als Martha (von Kilian Leypold)[9]

## Filmografie
Kino
- 2003: Morgen beginnt später, Regie: Catalin Web
- 2004: En Garde, Regie: Ayşe Polat
- 2006: Maria, Regie: Steffanie Döhle
- 2006: Deutschland deine Lieder, Regie: Daniel Lang
- 2009: Polar, Regie: Michael Koch
- 2010: Carlos – Der Schakal, Regie: Olivier Assayas
- 2013: Die Erfindung der Liebe, Regie: Lola Randl (posthum veröffentlicht)

Fernsehen
- 2005: Liebe Amelie (Hauptrolle), Regie: Maris Pfeiffer
- 2006: Ein starkes Team – Zahn um Zahn, Regie: Maris Pfeiffer
- 2008: Tatort – Der frühe Abschied, Regie: Lars Kraume
- 2009: Die Ex bin ich, Regie: Katrin Rothe
- 2009: Bloch – Bauchgefühl (Hauptrolle), Regie: Franziska Meletzky
- 2009: Kommissarin Lucas – Vergessen und Vergeben, Regie: Christiane Balthasar
- 2010: Kommissar Stolberg – Das Mädchen und sein Mörder, Regie: Martin Eigler
- 2012: Polizeiruf 110 – Einer trage des anderen Last, Regie: Christian von Castelberg

Internet
- 2008: Torstraße intim, Regie: Daniel Regenberg

## Auszeichnungen
- 2004: Leopard beim Internationalen Filmfestival von Locarno für die beste weibliche Hauptrolle in En Garde (gemeinsam mit Pinar Erincin)[10]
- 2005: Förderpreis Deutscher Film für Liebe Amelie
- 2010: Nachwuchsschauspielerin des Jahres, Theater heute
- 2010: Goldene Kamera (Lilli Palmer & Curd Jürgens Gedächtniskamera für die beste Nachwuchs-Schauspielerin)